# Death Locket (personaje)
Death Locket (Rebecca Ryker) es una personaje ficticia que aparece en los cómics estadounidenses publicados por Marvel Comics.

## Historial de publicaciones
Death Locket apareció por primera vez en el número 1 de la serie Avengers Arena como parte del evento Marvel NOW! y fue creado por Dennis Hopeless y Kev Walker.
Death Locket aparece como uno de los personajes principales de Avengers Undercover a partir de 2014.

## Biografía ficticia
Una versión adolescente femenina de Deathlok es una de los dieciséis adolescentes secuestrados por Arcade que los obliga a luchar a muerte entre ellos en su última versión de Murderworld.Cuando comienzan los juegos en Murderworld, ella se enfrenta a Hazmat y luego lucha contra Cammi poco después. Cammi le da el apodo de Death Locket. A lo largo del primer día, Death Locket recuerda los acontecimientos pasados que la llevaron a sus orígenes. Se revela que ella es Rebecca Ryker, la hija de Harlan Ryker. Después de quedar mutilada en una explosión que mató a su madre y a su hermano, Rebecca fue reconstruida utilizando la tecnología Deathlok que desarrolló su padre. Ella se une al grupo Academia Braddock (formado por Apex, Kid Briton, Anachronism, Bloodstone y Nara).Juston es atacado por una criatura cibernética no identificada y el Sentinel en el que está trabajando se dobla a su alrededor aparentemente aplastándolo.
Un terremoto separa a Bloodstone y Anachronism de Apex, Nara, Kid Briton y Death Locket. Un Reptil herido se despierta y limpia la reputación de Chase, diciendo que Death Locket fue quien lo atacó. Mientras tanto, Rebecca permanece inactiva mientras su cibernética Death Locket toma el control y lanza a Nara por un acantilado hacia el océano. Kid Briton se enfurece por esto e intenta matarla hasta que Apex le ordena que no lo haga.Nara, Anachronism y Bloodstone logran sobrevivir cayendo al abismo y llegan a la conclusión de que Apex está manipulando a Death Locket y Kid Briton para sus propios fines. Nara y Apex luego comienzan a discutir y Apex confirma que ella fue quien ordenó a Death Locket atacar a Nara.Se revela que Juston Seyfert sobrevivió al ataque de la criatura cibernética, pero ahora está paralizado debajo de la cintura debido a las heridas sufridas cuando el Sentinel se estrelló. Angustiado por la pérdida de su mejor amigo, Juston rescata los restos del Sentinel y crea una armadura de batalla que usa para atacar a Death Locket.Apex usa a Death Locket para ayudarla a matar a Nico.Después de que el Báculo de Uno resucita a Nico, ella desmonta el brazo cibernético de Death Locket y los atrapa a ella y a Apex bajo tierra. Death Locket explora las instalaciones en las que ella y Apex terminan.El hermano de Apex, Tim, repara el brazo de Death Locket, le da un nuevo cañón y ella libera a Chris Powell, el Darkhawk original, para atacar a Arcade.Arcade pronto escapa y convence a Apex para que termine el juego. Ella recupera el control de Death Locket y la usa para destruir a Chris.Apex desata insectos, un tifón sensible y arena armada para atacar a los adolescentes restantes en Murderworld.Tim pronto libera a Death Locket y ella se enfurece lo suficiente como para atacar a Apex. Apex pronto vuelve a Tim y le pide a Death Locket que le dispare, deteniendo así los juegos. Ella se sorprende al principio, pero pronto obedece y todos pueden escapar de Murderworld y dispersarse.

### Avengers Undercover
Una vez que se supo la noticia sobre los secuestros de Arcade, Death Locket y los otros supervivientes de Murder World se volvieron infames. Death Locket fue el tema de los agentes de S.H.I.E.L.D. hablando efusivamente de sus acciones en la Arena, algo que ella no apreciaba.Sin embargo, cuando Anachronism revela la desaparición de Bloodstone, todos los supervivientes se unen para dirigirse a Bagalia a buscarlo. Al entrar, Death Locket revela que ella realmente no sabe pelear, pero Hazmat la anima a usar su arma y luego la felicita por lo bien que funcionó. Una vez que encuentran Bloodstone, él revela que disfruta de la vida entre los villanos, y los demás, menos Cammi, comienzan a disfrutarla también. Death Locket incluso es golpeado por Excavator de la Brigada de Demolición. Cuando Cammi intenta decirles a los demás que se vayan, Bloodstone hace que Daimon Hellstrom teletransporte al grupo a la última fiesta de Arcade para que puedan matarlo.Mientras está en la fiesta, Death Locket escolta a Cullen y Nico para derribar las computadoras de Arcade y detener sus poderes para que el grupo pueda luchar contra él. Lo logran y golpean a Arcade antes de que Hazmat lo mate con una gran explosión de radiación.Después de escapar de la mansión, el grupo es capturado por S.H.I.E.L.D., pero pronto son "rescatados" por Daimon Hellstorm. El Hijo de Satanás lleva al grupo ante el Barón Zemo, quien ofrece al grupo la oportunidad de unir sus fuerzas.Mientras realizan el recorrido por Bagalia impartido por Constrictor, Becca y Chase se unen a los Jóvenes Maestros. Una vez más, Becca se encuentra uniéndose a Excavator. El resto del grupo se reúne mientras Becca sale con los Jóvenes Maestros. Todos los miembros del grupo, a excepción de Cammi, aceptan la oferta del Barón Zemo.Mientras juega con Excavator y los Jóvenes Maestros, que incluyen dispararse pistolas láser entre sí durante las carreras de karts, Chase intenta quedarse con Death Locket a solas, diciendo que ha estado intentando hacerlo durante una semana. Antes de que Chase pueda contarle un secreto, suena una alarma y los Jóvenes Maestros entran en acción. El grupo lucha contra A.I.M. en la Isla A.I.M. Ella comienza a disfrutar del combate, considerándolo como un juego. Death Locket ve al Capitán América aterrizar un Quinjet en la batalla. Excavator la anima a dispararle al Capitán América por la espalda. Chase interviene y salva la vida del Capitán y ataca a Excavator. Le informa a Becca que el grupo nunca se unió a los Maestros del Mal y se infiltró en el grupo para tratar de acabar con ellos desde adentro. Mientras Excavator y Chase luchan, le dicen a Death Locket que elija un bando y, presa del pánico, ella dispara y le dispara a Chase en el pecho.Al regresar a Bagalia, Death Locket le miente al grupo diciendo que Chase resultó herido en combate. El queda en coma.En el lapso de tres meses, Death Locket aceptó ser parte de los Jóvenes Maestros. Obteniendo un nuevo disfraz, corte de pelo y varios piercings en la oreja y la ceja derechas. Ella disfruta luchando contra las fuerzas de S.H.I.E.L.D. Hazmat intenta contactar en secreto a Becca, quien revela que conocía la verdad sobre el equipo encubierto. Ella y los otros Jóvenes Maestros tienden una emboscada a Hazmat, pero fueron derrotados.Death Locket se une a las fuerzas de Bagalia para luchar contra la cantidad de superhéroes que vinieron a rescatar al equipo y enfrentarse al Barón Zemo. Barón Zemo, Madame Máscara, Constrictor, Daimon Hellstrom y Death Locket se teletransportan al Circe Helitransporte de S.H.I.E.L.D. El Barón hace que Death Locket use sus poderes para romper el sistema de guía del helicóptero y sacarlos volando, lo que ella logra fácilmente.Después de obtener el control del helicóptero, pirateó la red de comunicación de S.H.I.E.L.D., lo que le dio al Barón Zemo acceso a todos los televisores, teléfonos, computadoras y tabletas del mundo. Cuando se enfrenta a Cammi, que ahora usa la tecnología God Mode de Arcade de Murderworld, Death Locket se rinde. Ella escapa con los Maestros del Mal y es vista por última vez como piloto de su aeronave.

### Guerra de los Reinos: Viaje al Misterio
Rebecca sería vista nuevamente en el helicóptero en el que había bajado en sus días de Jóvenes Maestros. Mientras estuvo allí, tuvo una fiesta simulada con numerosos LMD con el estilo de varias personas influyentes como su padre, Dum Dum Dugan y Natasha Romanova, así como varios adolescentes a quienes había pretendido que eran su familia. La última Bruja Norn llevó a Balder el Valiente a buscar guerreros que ayudaran a proteger a su nueva hermana pequeña, Laussa Odinsdottir, de las fuerzas de Sindr respaldadas por los ejércitos invasores de Malekith, que estaban arrasando Midgard.
Rebecca y su nuevo equipo, llamado Club de Niñeras, viajaron por el norte de América en un esfuerzo por eludir al recientemente resucitado dios de la guerra, Ares, que había sido contratado por Sindr, la reina de Muspelheim, para deshacerse de la descendencia de Odín y Freya debido a la amenaza que Laussa representaba para su trono.Excepto por Thori, el cuadro heroico no se dio cuenta de que Laussa era en realidad un receptáculo para el poder oscuro del gigante de fuego demoníaco Surtur.
Durante su viaje por carretera a través del país, Thori especuló que la hija menor de la casa de Odín había estado guiando instintivamente a sus protectores e influyendo en sus acciones en ciertos puntos del camino con un propósito aún desconocido (es decir, guiarlos hacia un campamento) poblado por Skrulls que eran restos que quedaron después de la Invasión Secreta). El campamento era un parque temático abandonado del Viejo Oeste habitado por fantasmas y apariciones encabezados por un ex Hechicero Supremo, Kushala. Al llegar a una reunión similar a una convención cómica para los secuaces de los supervillanos, Death Locket predicó sobre un plan para limpiar a los Henchmen Con registrándose en las máquinas tragamonedas en red, hasta que una de las sectas lacayas logró señalar a Hawkeye y estalló un motín.
Todo esto culminó en una batalla final épica con el afligido Ares después de que logró secuestrar a Laussa. El dios de la guerra participó en el plan de Sindr sólo para morir como un guerrero y poder reunirse con su hijo en el Elíseo. Pero Sebastian Druid y otros lograron convencerlo de lo contrario, insistiendo en que debería ayudarlos a detener la Guerra de los Reinos con el ejército que habían reunido sin darse cuenta.

## Poderes y habilidades
Su brazo izquierdo puede transformarse en una poderosa pistola de rayos.Ella es vulnerable al control de la tecnopatía de Apex y, en general, también puede carecer de control sobre sus habilidades.Aún no se ha revelado si tiene enlace ascendente cibernético y otras habilidades de Deathlok, pero pudo apagar los complejos sistemas informáticos de Arcade.Se la ve luchando por usar su enlace ascendente cibernético para tomar el control de los sistemas informáticos en la mansión de Arcade.Después de varios meses, ha mejorado con su enlace ascendente y es capaz de hacerse cargo de un Helicarrier de S.H.I.E.L.D. y pilotarlo con una sola mano,y piratear la red de comunicación mundial de S.H.I.E.L.D. en cuestión de minutos.
Se la ve con la capacidad de alterar la forma de su brazo cibernético en diferentes formas, como una maza con púas.Una hoja de afeitar o simplemente una mano con forma humana normal.Ella puede hiperextender su extremidad a grandes distancias para ampliar su alcance también.
Su cibernética Deathlok utiliza anticuerpos nanite para convertir cualquier prótesis diseñada por S.H.I.E.L.D. en armas, cada versión más poderosa que la anterior.Lo que indica que tiene algunas habilidades de tecnoformación dada la forma en que se fusiona y asimila cualquier tecnología cercana. Death Locket se ha vuelto más competente en el uso de sus habilidades, capaz de proyectar imágenes holográficas desde la punta de su dedo índice derecho y sincronizarse de forma remota con sistemas inalámbricos para controlar las tecnologías conectadas a la web.
Si bien adquirió algo de experiencia en combate luchando junto a los Jóvenes Maestros, todavía es inepta en el combate y es superada fácilmente por Hazmat.

## Otras versiones

### House of M
Durante el evento Secret Wars: battleworld donde toda la realidad había muerto en un evento de Incursión masiva desencadenado por los Beyonders.Lo que quedó del Multiverso se había condensado en un planeta singular dentro de la totalidad mayor que quedó después, Rebecca es una guerrillera luchadora por la libertad dentro de la Monarquía de M gobernada por el Rey Eric Magnus, quien esclaviza y encarcela brutalmente a Homo Sapians, tanto inocentes como culpables, simplemente por ser humano.
Buscando ayudar a sus compañeros rebeldes en el Movimiento de Resistencia Humana Hawkeye, Gata Negra y Misty Knight mientras los tres evaden la captura de la Guardia Roja de S.H.I.E.L.D.

## En otros medios
- Death Locket aparece en Marvel: Avengers Alliance.[31]
- Death Locket también es un personaje jugable en Lego Marvel Vengadores.[32]